# Puya cylindrica
Puya cylindrica är en gräsväxtart som beskrevs av Carl Christian Mez. Puya cylindrica ingår i släktet Puya och familjen Bromeliaceae.
Artens utbredningsområde är Peru. Inga underarter finns listade i Catalogue of Life.